# Лумбарда (општина)
Лумбарда је насеље и седиште истоимене општине на острву Корчули, Дубровачко-неретванска жупанија, Република Хрватска.

## Назив
Име је можда од врсте топа, лумбарде. Име се први пут спомиње у Корчуланском статуту, који је у првобитној форми састављен 1214. године.

## Историја
До територијалне реорганизације у Хрватској налазила се у саставу старе општине Корчула.

## Становништво
На попису становништва 2011. године, општина, одн. насељено место Лумбарда је имало 1.213 становника.

### Општина Лумбарда
| Број становника по пописима | Број становника по пописима | Број становника по пописима | Број становника по пописима | Број становника по пописима | Број становника по пописима | Број становника по пописима | Број становника по пописима | Број становника по пописима | Број становника по пописима | Број становника по пописима | Број становника по пописима | Број становника по пописима | Број становника по пописима | Број становника по пописима | Број становника по пописима |
| --------------------------- | --------------------------- | --------------------------- | --------------------------- | --------------------------- | --------------------------- | --------------------------- | --------------------------- | --------------------------- | --------------------------- | --------------------------- | --------------------------- | --------------------------- | --------------------------- | --------------------------- | --------------------------- |
| 1857                        | 1869                        | 1880                        | 1890                        | 1900                        | 1910                        | 1921                        | 1931                        | 1948                        | 1953                        | 1961                        | 1971                        | 1981                        | 1991                        | 2001                        | 2011                        |
| 580                         | 703                         | 831                         | 1.029                       | 1.197                       | 1.349                       | 1.349                       | 1.243                       | 1.185                       | 1.235                       | 1.142                       | 1.068                       | 1.040                       | 1.102                       | 1.221                       | 1.213                       |

Напомена: Настала из старе општине Корчула.

### Лумбарда (насељено место)
| Број становника по пописима | Број становника по пописима | Број становника по пописима | Број становника по пописима | Број становника по пописима | Број становника по пописима | Број становника по пописима | Број становника по пописима | Број становника по пописима | Број становника по пописима | Број становника по пописима | Број становника по пописима | Број становника по пописима | Број становника по пописима | Број становника по пописима | Број становника по пописима |
| --------------------------- | --------------------------- | --------------------------- | --------------------------- | --------------------------- | --------------------------- | --------------------------- | --------------------------- | --------------------------- | --------------------------- | --------------------------- | --------------------------- | --------------------------- | --------------------------- | --------------------------- | --------------------------- |
| 1857                        | 1869                        | 1880                        | 1890                        | 1900                        | 1910                        | 1921                        | 1931                        | 1948                        | 1953                        | 1961                        | 1971                        | 1981                        | 1991                        | 2001                        | 2011                        |
| 580                         | 703                         | 831                         | 1.029                       | 1.197                       | 1.349                       | 1.349                       | 1.243                       | 1.185                       | 1.235                       | 1.142                       | 1.068                       | 1.040                       | 1.102                       | 1.221                       | 1.213                       |

### Попис1991.
На попису становништва 1991. године, насељено место Лумбарда је имало 1.102 становника, следећег националног састава:
| Попис 1991.‍   | Попис 1991.‍  | Попис 1991.‍ | Попис 1991.‍ | Попис 1991.‍ |
| ------------- | ------------ | ----------- | ----------- | ----------- |
|               |              |             |             |             |
| Хрвати        | Хрвати       |             | 1.053       | 95,55%      |
| Југословени   | Југословени  |             | 7           | 0,63%       |
| Муслимани     | Муслимани    |             | 4           | 0,36%       |
| Македонци     | Македонци    |             | 3           | 0,27%       |
| Срби          | Срби         |             | 3           | 0,27%       |
| Словенци      | Словенци     |             | 2           | 0,18%       |
| Црногорци     | Црногорци    |             | 2           | 0,18%       |
| Италијани     | Италијани    |             | 1           | 0,09%       |
| Немци         | Немци        |             | 1           | 0,09%       |
| остали        | остали       |             | 2           | 0,18%       |
| неопредељени  | неопредељени |             | 14          | 1,27%       |
| регион. опр.  | регион. опр. |             | 5           | 0,45%       |
| непознато     | непознато    |             | 5           | 0,45%       |
| укупно: 1.102 |              |             |             |             |